# Дао
Це стаття про категорію китайської філософії. З китайської середньовічної географії див. Край (Східна Азія).
Да́о, Та́о (кит. 道, буквально — шлях) — поняття давньокитайської філософії, яке означало: в теорії пізнання — «шлях» природи, її закономірність; в етиці — сенс життєвого шляху людини, етичну норму; в логіці — підставу, засновок, аргумент. Найоб'ємніша і найскладніша категорія китайської філософії, та зокрема даосизму, яку можна порівняти із категорією буття.
У давній європейській філософії аналог — логос. У індуїзмі та буддизмі  —дгарма (до порівняння: мезоамериканськ. Ометеотль).
У середньовічній православній філософії Київської Русі аналогами цього поняття є Істина (Софія), Право, Правда, Закон, Життя, життєвий шлях, Дух, Суще, Сущий та багато ін.
В ієрогліфі 道 (дао) присутні три складові частини: 1. Око (бачити); 2. Голова (розуміти); 3. Дорога (іти). Це дозволяє розуміти ієрогліф 道 (дао), як знання, навчання, прозріння, бачити розумний шлях, іти (діяти) розумно.[джерело?]

## Історія виникнення
Вжиток дао як самостійної філософської категорії документований у текстах починаючи з періоду Чуньцю (771—456 до н. е.). До того часу цей термін зустрічається у буквальному сенсі (шлях), а також у вислові «шлях попередніх царів» 先王之道, який імовірно став відправним пунктом у розвитку абстрактного сенсу цього слова.

## Інтерпретація

### Лао-цзи
Дао — універсальна природа всіх речей і шлях всіх речей. Включає до себе становлення, буття та розклад всіх речей та явищ, буття-як-воно-є. Поєднує в собі принципи іманентності і трансцендентності. Іноді виступає як «матір або батько всього сущого», чи недиференційована порожнеча.
Категорія Дао найчастіше пов'язана з класичним текстом «Дао де цзін» Лао-цзи.
Згідно з китайською метафізикою Дао Де Цзін, спочатку було Єдине — Дао, потім Дао породжує Два протилежних — Інь та Ян(кит. 陰陽), які, у свою чергу, породжують Три — Землю, Небо, Людину. Останні три породжують всю безліч речей у світі (кит. 萬物 / 万物, wànwù).
Через наявність у Дао всіх можливих якостей, пояснення Дао стає неможливим. Згідно з Лао-цзи, Дао не можна висловити, бо воно змінюється щомиті, але можна йому слідувати.
Дао, яке можна висловити, не є постійне Дао. 

Ім'я, яке можна назвати, не є постійне ім'я. 

Безіменне є початком неба і землі, те, що має ім'я — мати всіх речей. 

Тому вільний від пристрастей споглядає дивовижну таємницю [Дао], 

а хто має пристрасті, бачить лише його кінцеву форму. 

Безіменне і те, що має ім'я — мають одне походження, 

але в них різні назви. Разом вони називаються найглибшими. 

Перехід від одного найглибшого до іншого — двері до дивовижного.

Сила, принцип, що надає пустому аморфному Дао форму — Де.
Де — варіанти перекладу «Благодать», «Сила», «Мораль». Але останнє значення властиве більш для конфуціанського розуміння Де. Традиційне Де — не мораль, а, скоріше, порядок речей, який найбільш повно відповідає сутності Дао, тобто, природна сила, що рухає всесвіт.
У-Вей, «не-дія» — спосіб слідування Дао і виконання Де, що полягає у відмові від егоїстичних мотивації та власних суб'єктивних інтересів.
Дао, Де та У-Вей приблизно можна представити у вигляді: сутність та існування — порядок всесвіту — спосіб слідування порядку всесвіту.

### Канон даосизму
Поняття «дао» стало базою філософсько-религійної течі, Даосизму. Збірка всіх китайських творів цього напрямку отримала назву «Дао цзан» (Скарбниця Дао).
В класичній літературі даосизму Дао має онтологічне значення. Воно охоплює також не-буття речей всесвіту. Воно є в кожної живої істоти та присутнє навіть у неживому.

### Неоконфуціанство
У філософії неоконфуціанства термін Дао часто ототожнюють із терміном Лі — «принцип», який протистоїть матеріальному субстрату, ці. Засновник раціоналістичної системи неоконфуціанства Чжу Сі підкреслював тотожність Дао людини та всесвіту.

### Інші течії класичної філософії
У трактаті «Мистецтво війни» Сунь-цзи визначає Дао у соціальному сенсі: як «об'єднання намірів народу та правителів» (道者，令民與上同意).
У конфуціанстві Дао перш за все виступає як «шлях царів минулого» (先王之道). Важливо визначити, що саме це значення є найранішим серед відомих випадків вжитку терміна «Дао». У той час як згадування про «шлях царів» зустрічається вже на стадії існування династії Західна Чжоу (11-8 сторіччя до н. е.), вживання «Дао» у метафізичному сенсі розповсюджується лише у період Воюючих Країн.

## Дао в християнстві, православ'ї та православних текстах китайською мовою
Китайська філософська концепція Дао як Шляху, Сили і Слова має свої паралелі як у грецькій філософії (концепція Логоса), так і в побудованій на її основі наступній християнській, православній філософії, на що звертали увагу дослідники філософії Сходу і Заходу різних епох.
«Для верующего человека путь (т.е. Дао) есть Христос», паломничество (т.е. следование Дао) — это путь к Христу. Если главный смысл паломничества в том, чтобы прийти к истокам христианства, то суть паломничества как христианского подвига — в подвижничестве: в преодолении не только трудностей пути, но и своей физической и порой душевной немощи. Подвиг странничества всегда вознаграждается духовной радостью познания красоты единого Божьего мира — и природной, и рукотворной. Ведь, познать мир — значит открыть миру своё сердце; воспринимать мир таким, какой он есть, великий и многообразный. Этому сущностному и поучают нас, грешных и сомневающихся." (З книги «Странствования Василия Григоровича-Барского по Святым местам».).
В наш час, у зв'язку з розповсюдженням в Китаї православної і християнської віри поняття Дао має велике значення і постійно використовується для перекладу богослужбових текстів китайською мовою та адаптації християнських богословських концепцій під світогляд східного читача.
В середині XII ст. в час правління династії Сун в Китай прибули єврейські поселенці. Вони подарували імператору Старий Заповіт, який китайською був названий «даоцзин» (книга шляху) і «чженцзин» (книга істини).
В книзі ієромонаха Дамаскіна, «Христос, Вічне Дао» читаємо наступне: «Это был тот Логос, о котором Гераклит сказал, что люди его „не в силах постичь“; это было то Дао, о котором Лао-цзы сказал, что „ни один человек в мире не может понять“. Китайські перекладачі, знаючи що Дао для китайців значить те ж, що Логос для грецького, першу строку Євангелія від Іоанна переклали так: „На початку був Шлях (Дао)“ (太 初 有 道 ， 道 与 神 同 在 ， 道 就 是 神 。).»
Таким чином:
- 神 — Бог, Господь, Аллах, Тенгрі, Хода;
- 道 — Дао, Шлях, Слово;
- 神道 — Боже Дао, Божий Логос, Боже Слово, Божий Шлях. Разом з тим варто зауважити, що цими ж ієрогліфами прийнято позначати японське вчення сінто, шлях божества, що часто перекладають як шлях богів.
- 道德經 — Дао Де Цзинь, Книга Шляху і Сили, Книга Шляху і Благодаті;
- 道經 — Книга про Шлях (позначення Старого Заповіту, Тори в XII ст.);

## Дао і іслам
Концепція Дао, що є важливою складовою китайської філософії була використана і продовжує використовуватись для адаптації і переформулювання ідей ісламу для китайського світу і навпаки — концепцій китайського світу на базі ісламського світогляду. Див. напр. роботу Сачико Мурата «Дао ісламу».
В ісламі, зокрема в суфізмі, також простежуються ідеї Шляху, Сили і Слова. Зокрема є поняття Божого Слова (Калам, Коран), Божої Книги (Мактуб), ідеї странництва (світогляд мандрівних дервішів і ходжів), які можуть бути адаптовані для китайського світогляду з використанням поняття Дао.